# Cyber Sunday
Cyber Sunday è stato un pay-per-view di wrestling organizzato annualmente dalla World Wrestling Entertainment tra il 2006 e il 2008.
La prima edizione dell'evento risale al 2006, quando sostituì Taboo Tuesday spostandosi alla domenica. Nel 2009 è stato rimosso dal calendario e non sostituito. 

## Format
Cyber Sunday era un evento interattivo: il pubblico poteva infatti decidere da casa, votando sul WWE.com, alcuni aspetti degli show, come i partecipanti o le stipulazioni speciali degli incontri.

## Edizioni
|  | Evento esclusivo del roster di Raw |

| Edizione        | Data            | Città      | Sede                | Main event                             |
| --------------- | --------------- | ---------- | ------------------- | -------------------------------------- |
| 2006 (Dettagli) | 5 novembre 2006 | Cincinnati | U.S. Bank Arena     | Big Show vs. King Booker vs. John Cena |
| 2007 (Dettagli) | 28 ottobre 2007 | Washington | Verizon Center      | Batista vs. The Undertaker             |
| 2008 (Dettagli) | 26 ottobre 2008 | Phoenix    | U.S. Airways Center | Batista vs. Chris Jericho              |